# Napavine
Napavine – miasto w Stanach Zjednoczonych, w stanie Waszyngton, w hrabstwie Lewis.